# Giuseppe Maria Ercolani

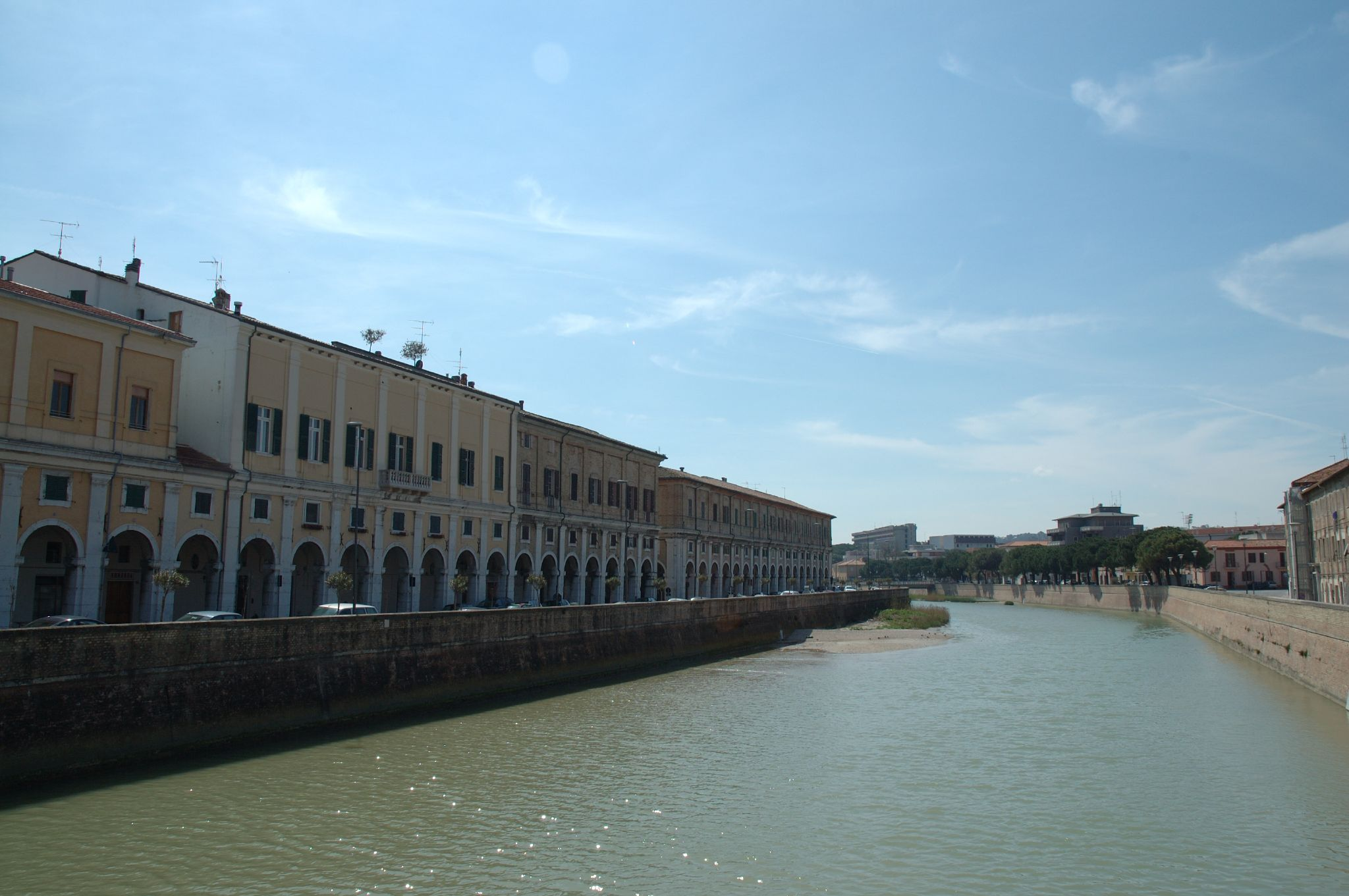
Portici Ercolani naar hem genoemd, in Senigallia (Marche, Italië)

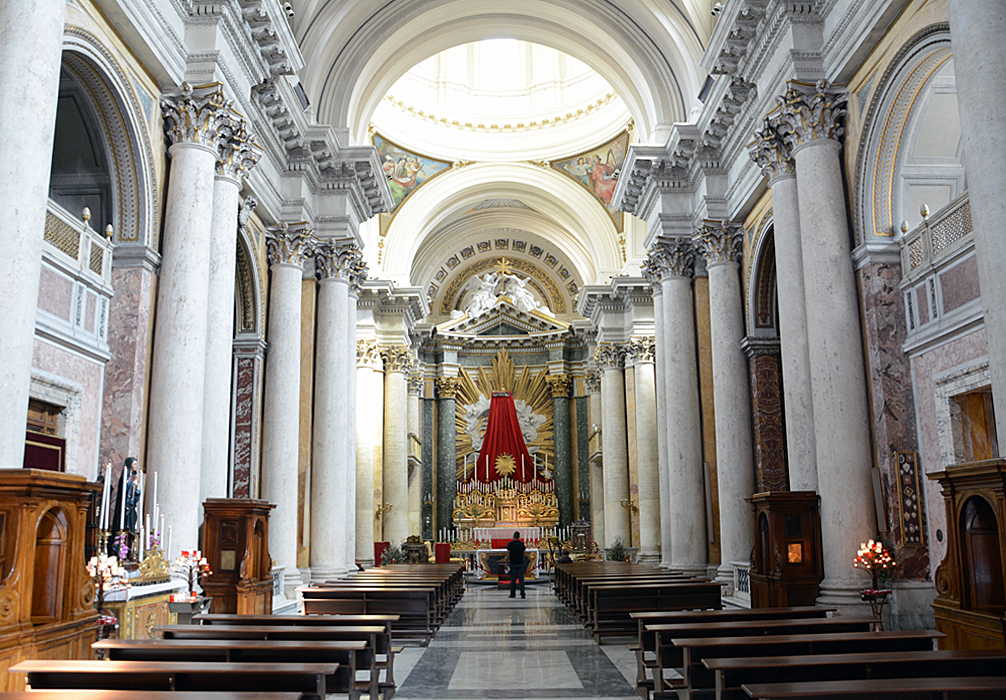
San Salvatore in Lauro (Rome) waar hij begraven is

Giuseppe Maria Ercolani (Pergola, 20 juni 1673 – Rome, 22 april 1759), markies van Fornovo e Rocca Lanzona, was een kerkjurist en bestuurder in de Pauselijke Staat. Hij schreef dichtwerken en was architect. Hij schreef tevens architecturale essays en een aardrijkskundig werk. 

## Levensloop
Ercolani werd geboren in Pergola, in de Italiaanse provincie Pesaro e Urbino. Pesaro e Urbino waren destijds een provincie van de Pauselijke Staat. Ercolani was een zoon van Agostino Ercolani, markies van Fornovo e Rocca Lanzona en van Bianca Vincenti, een telg uit een patriciërsfamilie van Ancona. Hij studeerde aanvankelijk in Senigallia maar trok voor zijn studies kerkelijk recht naar Urbino en naar Rome. Eenmaal kerkjurist kreeg hij de lagere wijdingen van de Roomse kerk. De markies werd benoemd tot raadsman-prelaat aan de Hoogste Rechtbank van de Apostolische Signatuur (circa 1700). Deze rechtbank is een deel van de Romeinse Curie. 
Het ambt bij de rechtbank combineerde hij met openbare ambten in de Pauselijke Staat. In de periode 1719-1721 was hij gouverneur-generaal van Sabina. In de periode 1721-1725 was gouverneur-prelaat van Fabriano; nadien bekleedde hij nog andere gouverneursposten.
Ercolani schreef gedichten, die als thema de Mariacultus hadden. Dit waren losse gedichten, zoals Sovra i sensi innzalzato infermi e bassi, maar ook dichtbundels, zoals de Maria Rime (Mariarijmen) en de Rime Sacre (gewijde rijmen). Zijn pseudonym was Neralco Castrimeniano, of ook, Neralco Pastore Arcadico (herder in Arcadië). Ercolani was lid van twee literaire gezelschappen in Rome, de Accademia dell’Arcadia en de Accademia degli Infecondi.
Hij werd betrokken bij architecturale projecten van het departement Architectuur in Rome. Daar werden plannen getekend om steden in de Pauselijke Staat te verfraaien. Zijn grootste werk waren de galerijen in Senigallia, een bloeiende havenstad. De galerijen dragen zijn naam, Portici Ercolani. De opdracht hiervoor kwam rechtstreeks van paus Benedictus XIV (1746). Ercolani was niet de enige architect. Alessandro Rossi tekende mee de plannen. Ercolani werd vereerd met de titel van patriciër van Senigallia.
Ercolani schreef essays, veelal over de architectuur van de Romeinse tijd. Ercolani schreef één werk met aardrijkskundige inhoud. Dit was getiteld Le Quattro Parti del Mondo equalmente divise. Hierin beschreef hij de toenmalige geografische kennis van de aarde en haar vier continenten. Over de Rijn bijvoorbeeld schreef hij dat deze in zijn monding zo veel vertakt dat men zich verliest in de stranden van Holland.
Hij werd begraven in de San Salvatore in Lauro kerk in Rome (1759). Zijn graftekst vermeldt zijn verwezenlijkingen als jurist en dichter.
- Biblioteca Nacional de España: XX1642035
- Gemeinsame Normdatei: 172069386
- International Standard Name Identifier: 0000 0000 6125 4638
- Library of Congress Control Number: nr98025067
- Istituto Centrale per il Catalogo Unico: LO1V090190
- Système universitaire de documentation: 172551609
- Virtual International Authority File: 64346289
- WorldCat: E39PBJt3YXjxbFgmBthHXCT4MP